# Sant Julià Sassorba
|  | Per a altres significats, vegeu «Església de Sant Julià Sassorba». |

Sant Julià Sassorba és una entitat de població del municipi de Gurb, a la comarca d'Osona. En el cens de 2006 tenia 93 habitants. És la parròquia amb més altitud del terme (786 m), i estén la seva demarcació pel sector més muntanyós i despoblat. El 1091 s'hi consagrà una nova església romànica.